# Аґні-пурана
«А́ґні-пура́на» (санскр. अग्नि पुराण, Agni Purāṇa IAST) — священний текст індуїзму на санскриті, одна з вісімнадцяти основних Пуран (званих «махапуранами»). Містить описи життя і діянь різних аватар Вішну. Зокрема, в «Аґні-пурані» наводяться життєписи Рами, Крішни і Прітхві. У цій Пурані також описується ритуальне поклоніння, пуранічних космологія, джьотіша, історія, військова справа, санскрітскій граматика, індуїстська право, аюрведійская медицина і бойові мистецтва. Згідно індуїстської традиції, «Аґні-пурана» була передана богом Аґні ведийському мудрецю Васіштхі . Вченими текст «Аґні-пурани» датується періодом VIII—XI століть. «Аґні-пурана» поділена на 383 глав. До основного тексту існує додаток, що складається з шести глав.
Перше друковане видання «Аґні-пурани» було опубліковано в 1870- і роки в Калькутті під редакцією Раджендралала Мітри. У 1904 році вийшло перше видання «Аґні-пурани» англійською мовою у перекладі Манматхі Натха Датта.